# Leyat

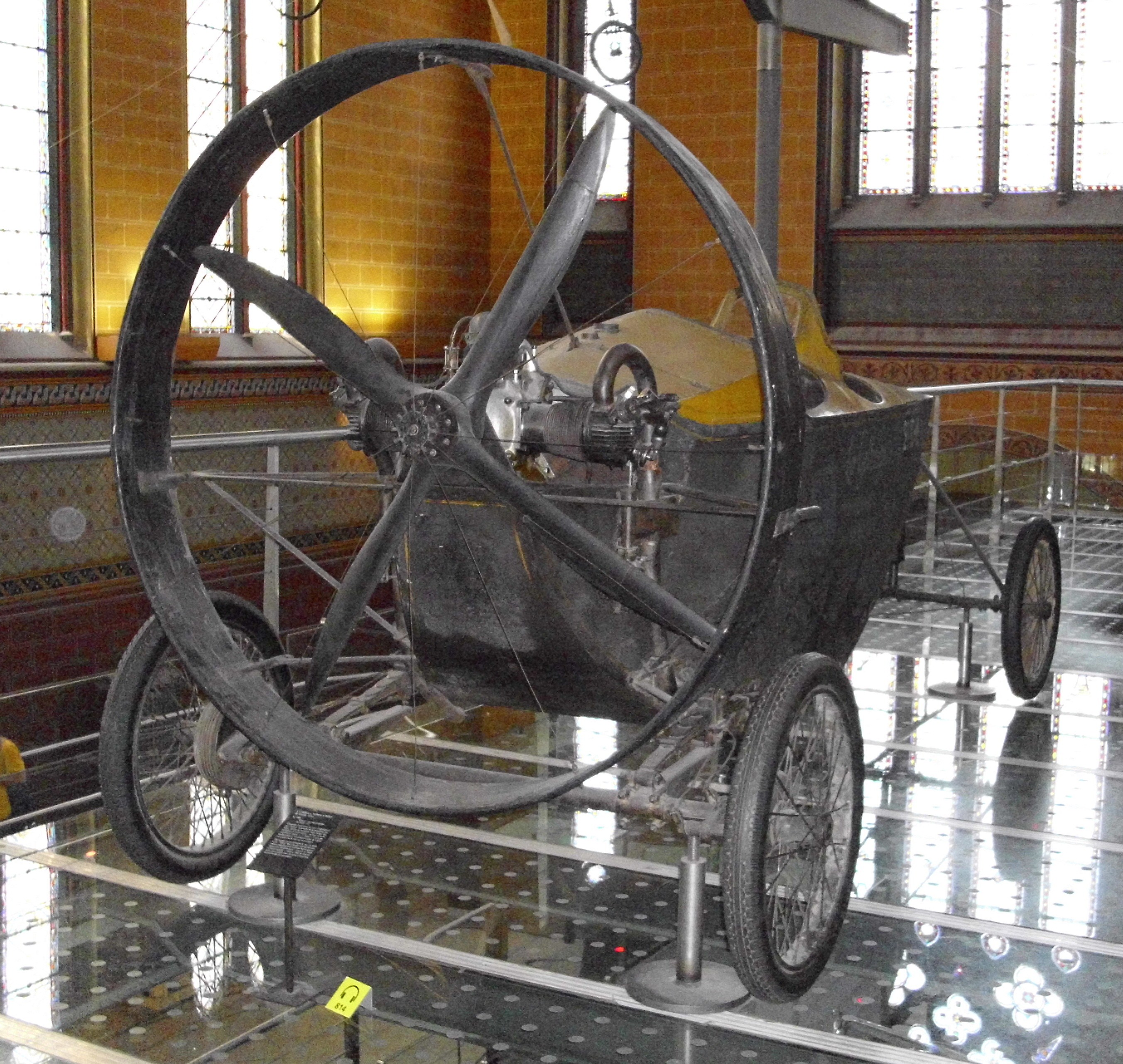
Leyat von 1921

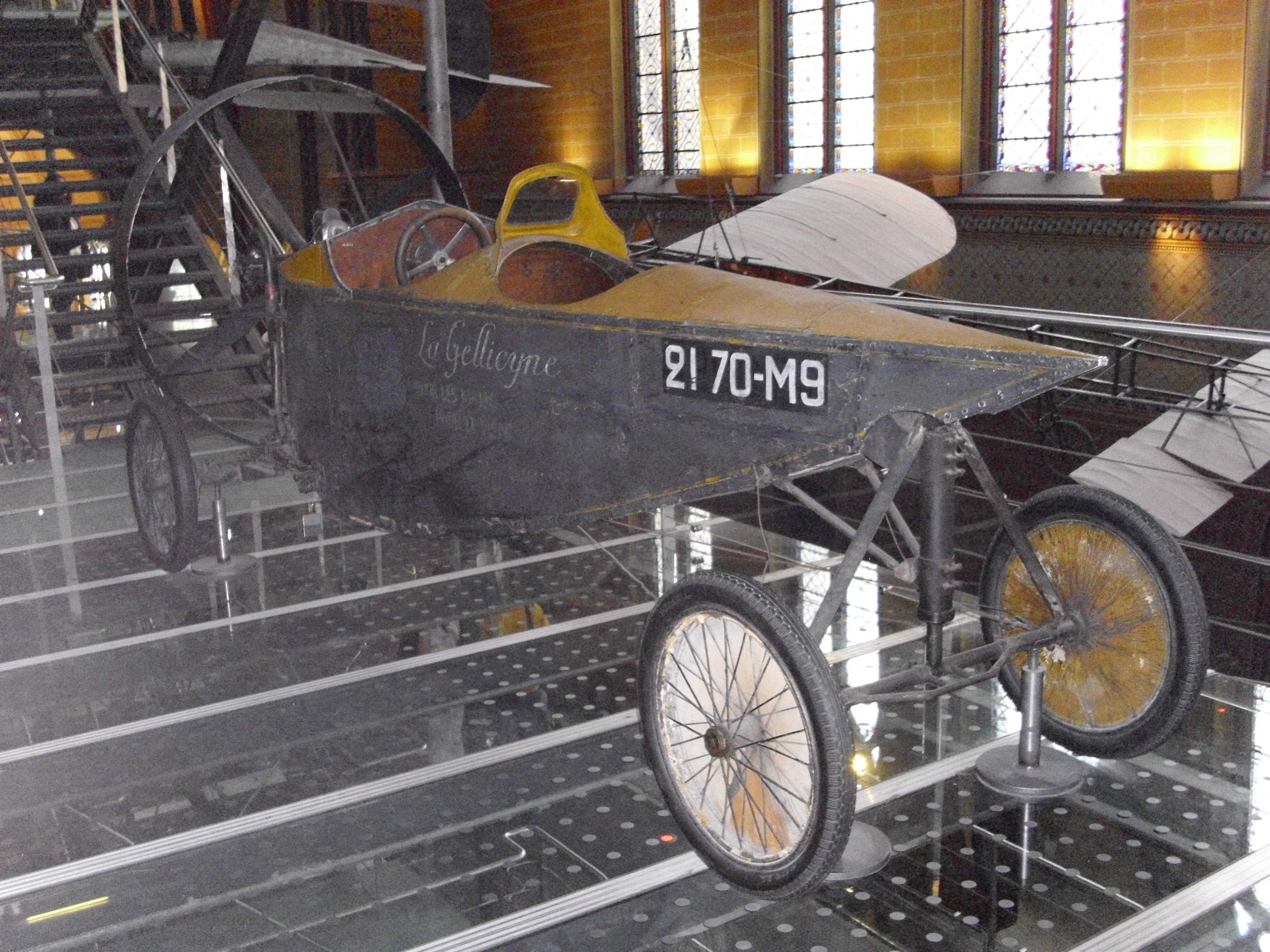
Leyat von 1921

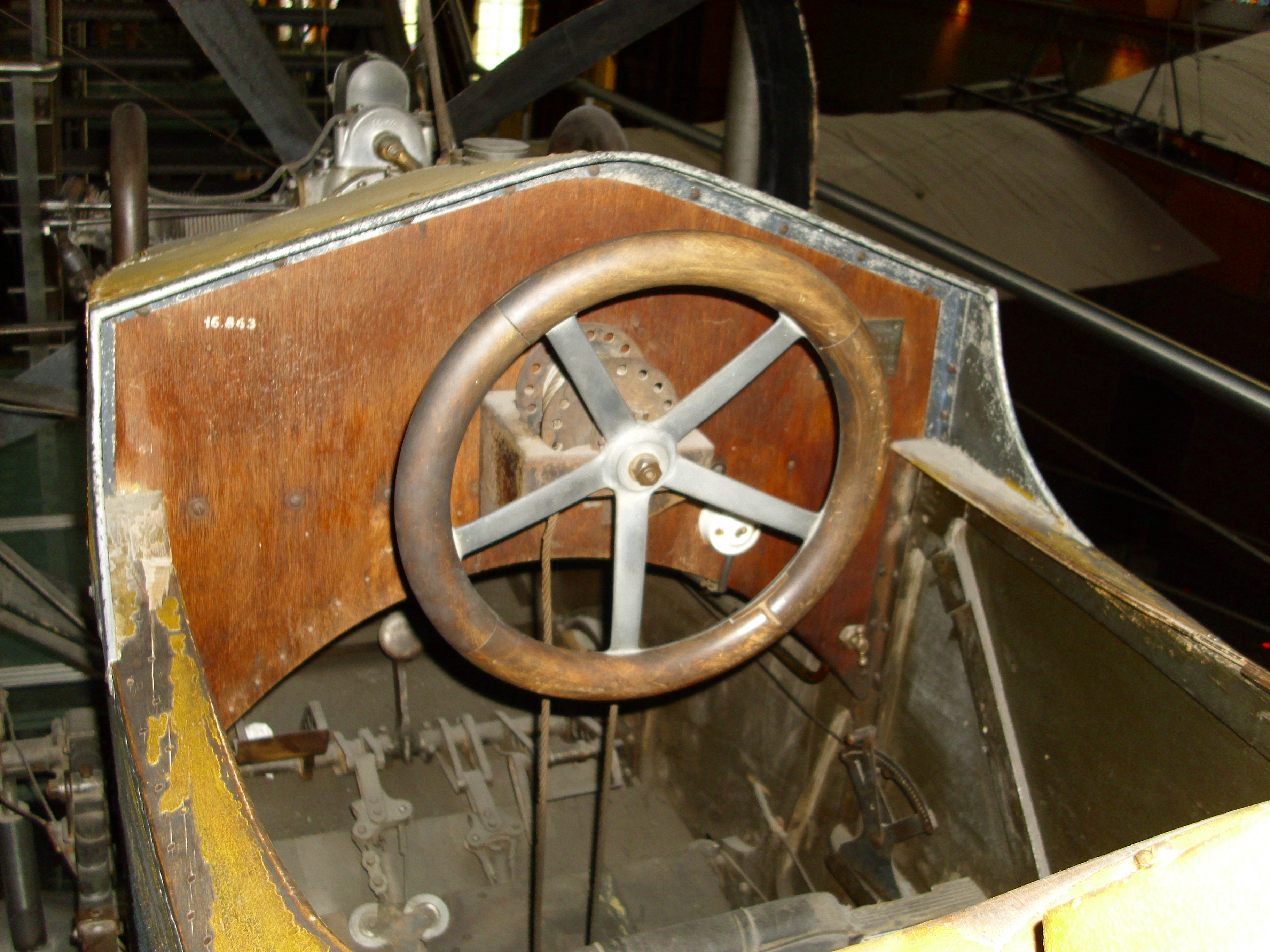
Interieur

Leyat war ein französischer Hersteller von Automobilen.

## Unternehmensgeschichte
Marcel Leyat (1885–1986) begann 1913 mit dem Bau von ungewöhnlichen Automobilen in Kleinserie. Der Markenname lautete Leyat, gelegentlich auch Hélica. 1927 endete die Produktion. Insgesamt entstanden etwa 30 Fahrzeuge.

## Fahrzeuge
Die Karosserie war einem Flugzeugrumpf nachempfunden und hatte keine Kotflügel. Es kam ein luftgekühlter Zweizylinder-Einbaumotor von A.B.C. mit 1093  cm³ Hubraum mit 82 mm Bohrung und 103,5 mm zum Einsatz, der 8 PS bei 3000 1/min leistete. Der ursprüngliche zweiflügelige Propeller hatte einen Durchmesser von 1,4 m und lief innerhalb von einem Schutzring. Das Fahrzeug hatte zwei Sitzplätze, die sich hintereinander befanden. Das Fahrzeuggewicht lag bei 225 kg. Als Höchstgeschwindigkeit wurde 80 km/h bei einem Verbrauch von 6 l/100 km angegeben. Später wurde der Zweizylinder durch einen Dreizylindermotor ersetzt. Anstelle einer Kraftübertragung mittels Kardan oder Kette auf eine Achse besaßen die Fahrzeuge am Bug einen großen Propeller.
Ein Fahrzeug dieser Marke ist im Musée des arts et métiers in Paris zu besichtigen und ein weiteres in der Collection de S.A.S. le Prince de Monaco in Monaco.